# Избори за председника Аустрије 1951.
Избори за председника Аустрије 1951. су одржани 6. маја 1951. После смрти Карла Ренера требало је изабрати новог председника Аустрије. За изборе се кандидовало 6 кандидата. Ово су били први слободни, демократски избори за председника у историји Аустрије. На изборима је победио Теодор Кернер који је у другом кругу добио апсолутну већину гласова. 

## Начин избора
Избор се делио на два круга. У првом кругу учествују свих шест кандидата. Два кандидата која у првом кругу имају највише гласова одлазе у други круг избора који се одржао 27. маја 1951. Кандидат који у другом кругу освоји највише гласова постаје председник Аустрије.

## Изборни резултати
Резултати председничких избора у Аустрији 1951.
| Укупно важећих гласова                                    | Укупно важећих гласова                 | 4.370.574 | 100   |
| Неважећих гласова                                         | Неважећих гласова                      | 72.227    | 1,7   |
| Други изборни круг 27. мај 1951.                          |                                        |           |       |
| Кандидат                                                  | Партија                                | Гласова   | %     |
| Теодор Кернер                                             | Социјалдемократска партија Аустрије () | 2.178.631 | 52,06 |
| Хајнрих Глајснер                                          | Аустријска народна странка ()          | 2.006.322 | 47,94 |
| Укупно важећих гласова                                    | Укупно важећих гласова                 | 4.184.953 | 100   |
| Неважећих гласова                                         | Неважећих гласова                      | 188.241   | 4,3   |
| Извор: Резултати председничких избора у Аустрији од 1951. |                                        |           |       |

- Од 4.513.597 регистрованих гласача у првом кругу је гласало 96,83%
- Од 4.513.597 регистрованих гласача у другом кругу је гласало 96,89

## Последице избора
Теодор Кернер је постао 5. председник Аустрије у историји и први којег је народ изабрао освојивши више гласова у другом кругу избора. На ту функцију је постављен 21. јуна 1951. и ту дужност је обаљао до своје смрти 4. јануара 1957.